# 판다누스과
판다누스과(Pandanaceae)는 속씨식물과의 하나이다. 원산지는 구세계의 열대 지방이다. 이 과는 많은 분류학자들에게 널리 인정되고 있다.
2003년의 APG II 분류 체계(1998년의 APG 분류 체계에서 바뀐 게 없음) 또한 이 과를 인정했으며, 외떡잎식물군 내의 판다누스목으로 분류하였다. 판다누스속을 포함하여 4개의 속으로 구성되어 있다.
하위 속은 다음과 같다.
- 프레이키네티아속 (Freycinetia) Gaudich.
- Martellidendron (Pic.Serm.) Callm. & Chassot
- 판다누스속 (Pandanus) Parkinson
- Sararanga Hemsl.